# Výbor pro osvobození národů Ruska

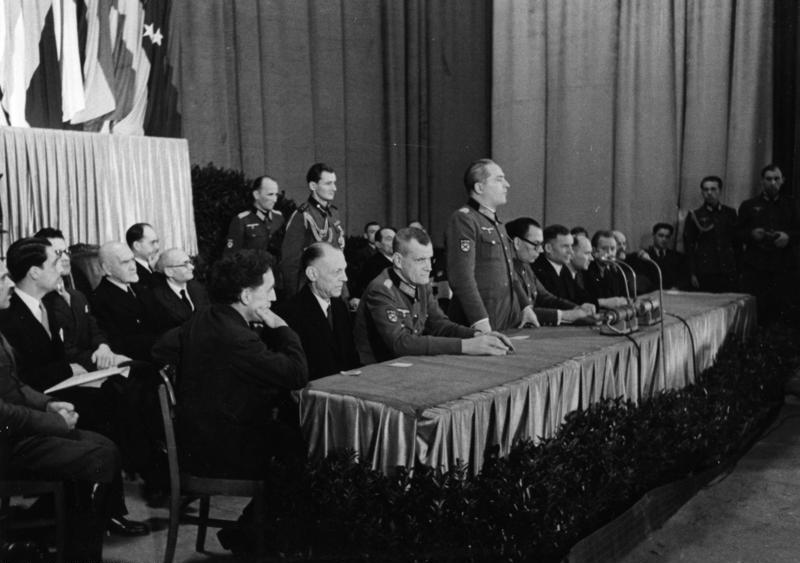
Devítičlenné předsednictvo Komitétu: Po levé ruce řečníka sedí Andrej Andrejevič Vlasov. Berlín, prosinec 1944

Výbor pro osvobození národů Ruska, česky též Komitét... (rusky Комите́т освобожде́ния наро́дов Росси́и), zkratka KONR, byl výbor složený z vojáků a civilistů ustavený 14. listopadu 1944 v Praze. 

## Vznik
Základním dokumentem, přijatým na ustavujícím zasedání v Rudolfově galerii na Pražském hradě, byl Manifest osvobozeneckého hnutí národů Ruska, známý též jako Pražský manifest. 
Za předsednictví generála Andreje Andrejeviče Vlasova se členy předsednictva stali: lékař a šachista, prof. Fedir Parfenovič Bohatyrčuk za Ukrajinskou národní radu, generálmajor F. I. Truchin, generálmajor V. F. Malyškin, generálmajor profesor D.E. Zakutnyj, generál Želenkov, E. I. Balabin, profesoři N.N. Budzilovič a S. M. Rudněv. Na úvodní zasedání byl pozván také Heinrich Himmler, ale na Hitlerův pokyn se ho nezúčastnil. Jako hlavní řečníci vystoupili K. H. Frank a generál Vlasov. Generál Vlasov hovořil o hlavním cíli svržení Stalinova režimu – návratu do poměrů po únorové revoluci roku 1917, před tím, než se bolševici chopili moci.

### Hlavní cíle
V tzv. Pražském manifestu byly formulovány hlavní cíle výboru (zkráceno):
1. Rovonoprávnost všech národů při uznání jejich práva na národní vývoj, sebeurčení a suverenitu
2. Zřízení státního řádu, spočívajícího na základě národní práce
3. Zachování míru a vytvoření přátelských vztahů se všemi spojeneckými zěměmi
4. Upevnění rodinného života a manželství
5. Odstranění nucené práce
6. Rozpuštění kolchozů
7. Obnovení soukromého majetku
8. Zajištění sociální spravedlnosti
9. Obecné právo na bezplatné vzdělání, zotavení a zaopatření pro stáří
Formulaci Manifestu předcházela obtížná jednání s německými vládními představiteli, protože Výbor odmítal tento dokument formulovat jako kolaborantský a trval na tom, že hlavním cílem je svobodné a demokratické Rusko.
Z podnětu výboru oficiálně vznikla Ruská osvobozenecká armáda.

## Zánik
Výbor de facto zanikl po pádu nacistického Německa a poté, co byly zatčeny a později souzeny a popraveny jeho významné osobnosti. (Generála Vlasova zatkla Směrš 15. května 1945, někteří byli zajati Američany, ale vydáni do SSSR - např. generál Buňačenko, který se zúčastnil Pražského povstání na straně povstalců.)